# Liste des canonisations prononcées par Paul VI
Cette page dresse la liste des personnes canonisées par le pape Paul VI.
Lorsqu'une rigoureuse enquête canonique aboutie à la reconnaissance d'un miracle attribué à l'intercession d'un bienheureux, le pape signe le décret de canonisation. Seul le Souverain Pontife a la capacité de canoniser, puisqu'il déclare de manière infaillible et définitive, que le nouveau saint est au Ciel et qu'il intercède pour les hommes. La canonisation conduit le culte du saint à l'échelle universelle. 
Au cours de son pontificat (1963-1978), le pape Paul VI a présidé 20 cérémonies de canonisations célébrées dans la Basilique Saint-Pierre à Rome. Du fait sa rareté et de son importance pour les fidèles, les festivités d'une canonisation pouvaient s'étendre sur plusieurs jours, attirant à Rome des milliers de pèlerins.
Au total, le pape Paul VI a proclamé 82 saints, les donnant comme modèles et intercesseurs aux croyants.

## Canonisations

### 18 octobre1964

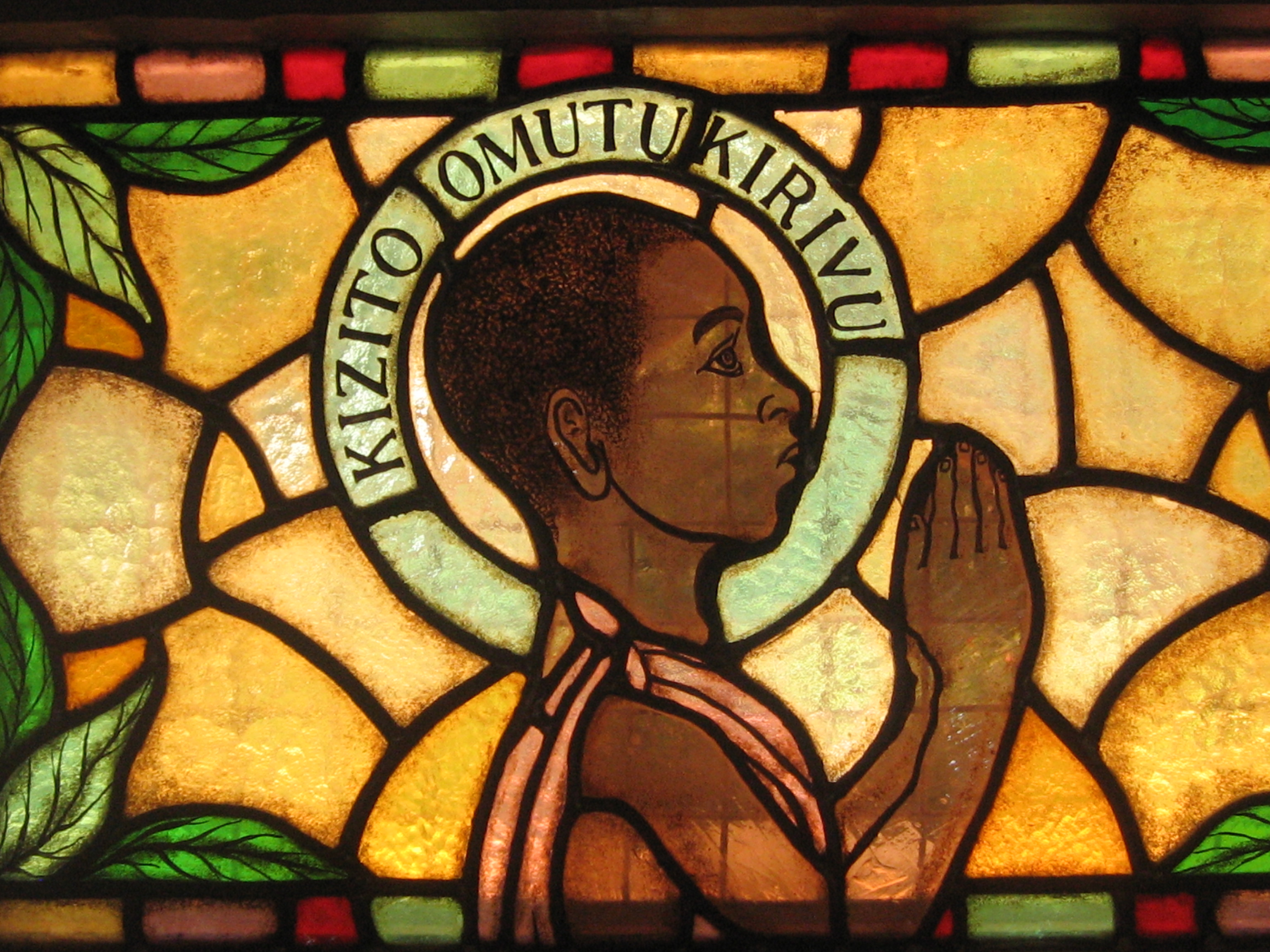
Saints Martyrs de l'Ouganda (+ 1886)

### 29 octobre1967

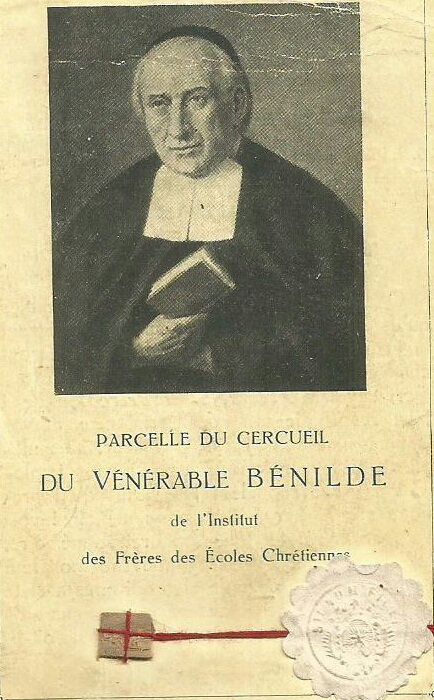
Saint Bénilde Romançon (1805-1862)

### 21 juin1969

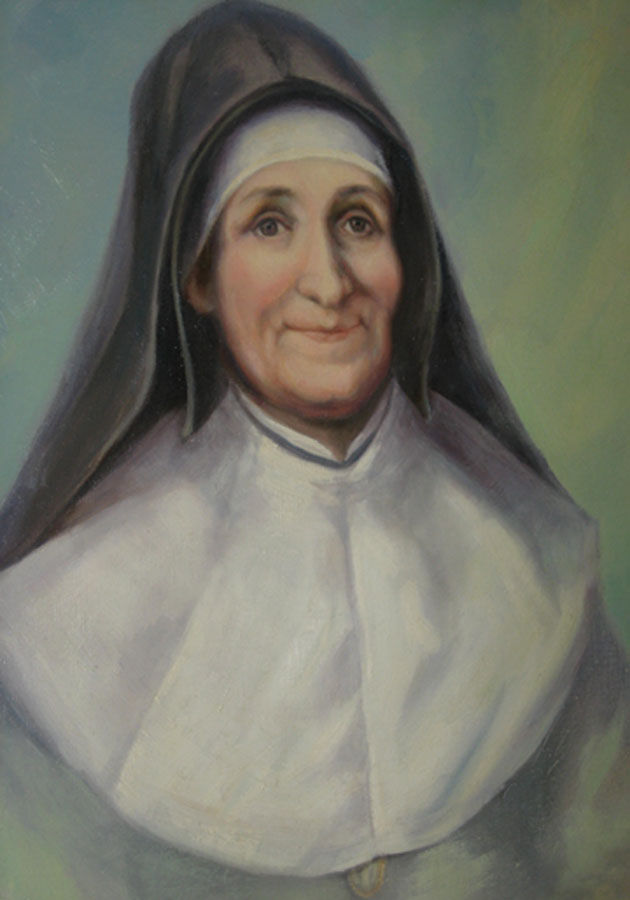
Sainte Julie Billiart (1751-1816)

### 25 janvier1970

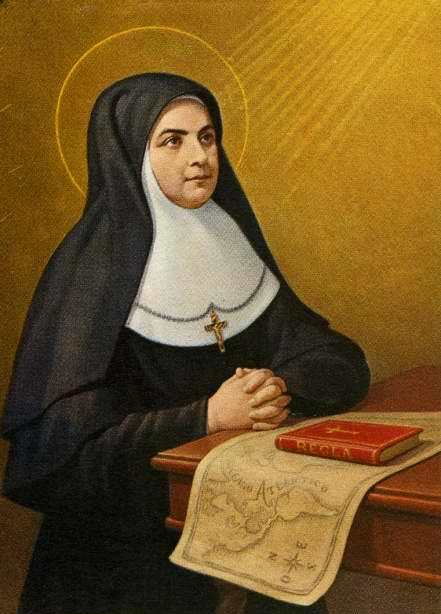
Sainte Soledad Torres Acosta (1826-1887)

### 3 mai1970

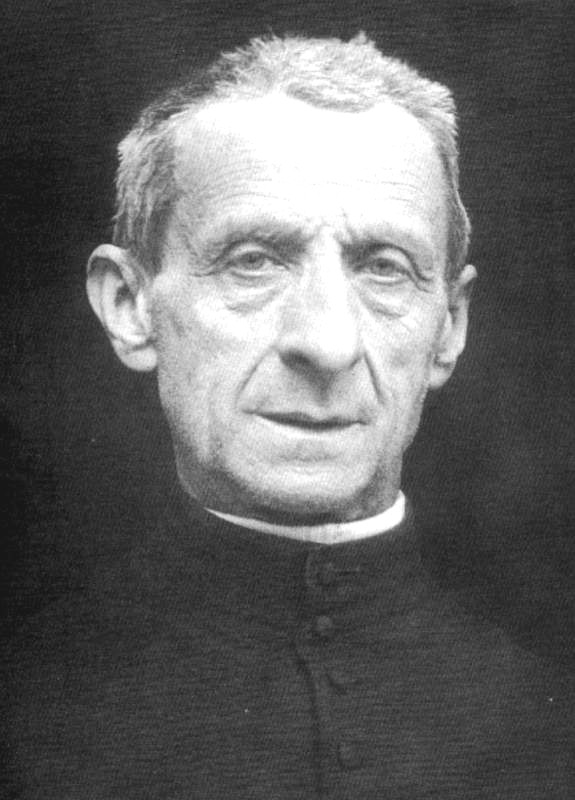
Saint Leonardo Murialdo (1828-1900)

### 10 mai1970

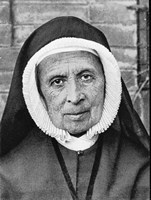
Sainte Thérèse Couderc (1805-1885)

### 31 mai1970

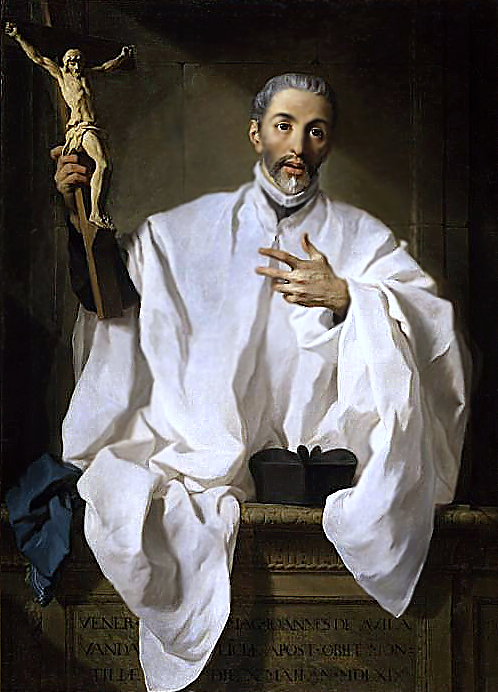
Saint Jean d'Avila (1499-1569)

### 21 juin1970

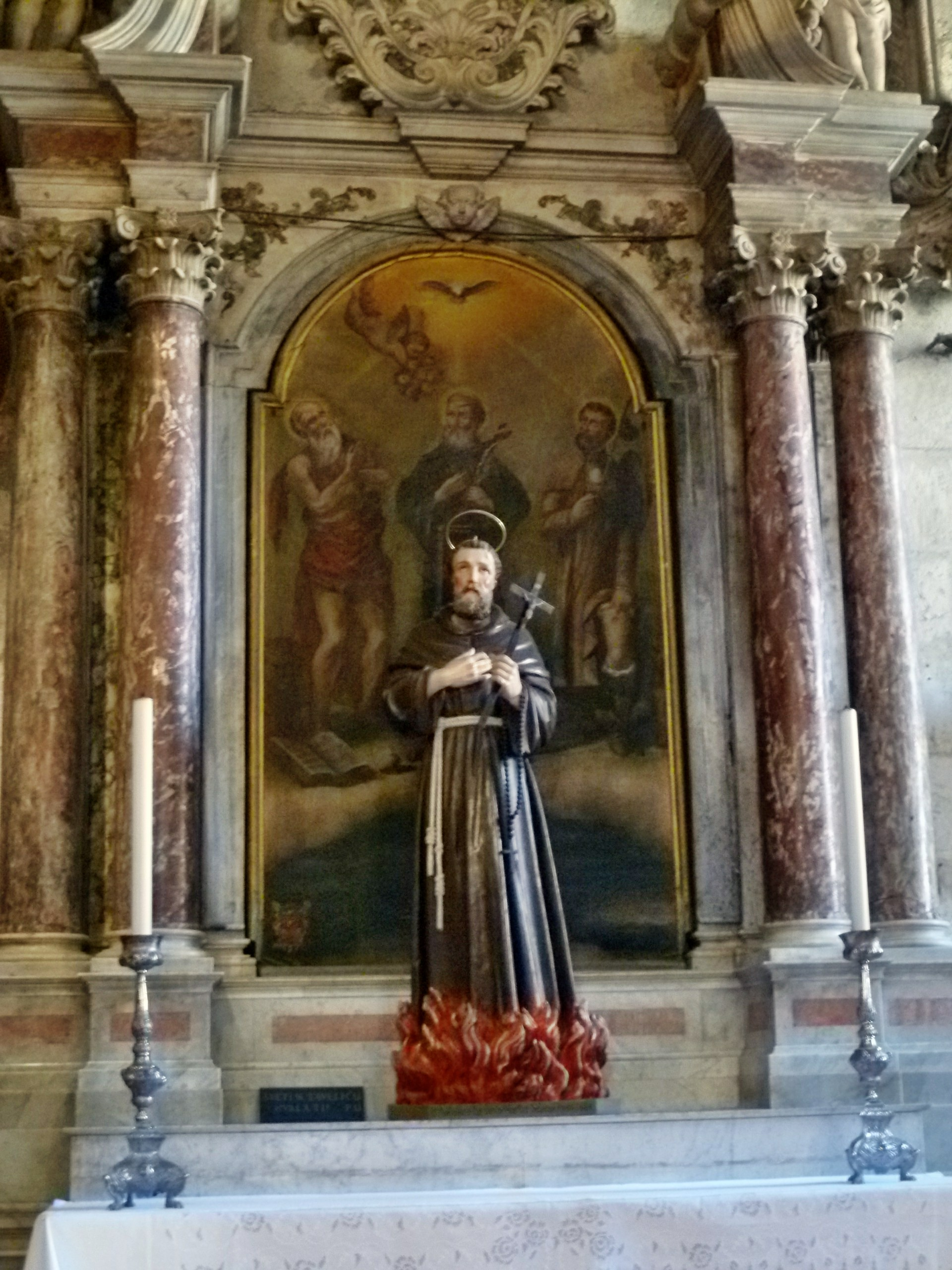
Saints Martyrs franciscains de Terre sainte (+ 1391

### 25 octobre1970

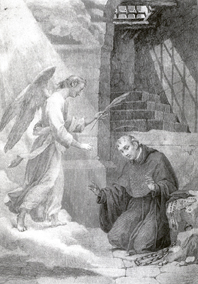
Saints Martyrs d'Angleterre (entre 1539 et 1679)

### 27 janvier1974

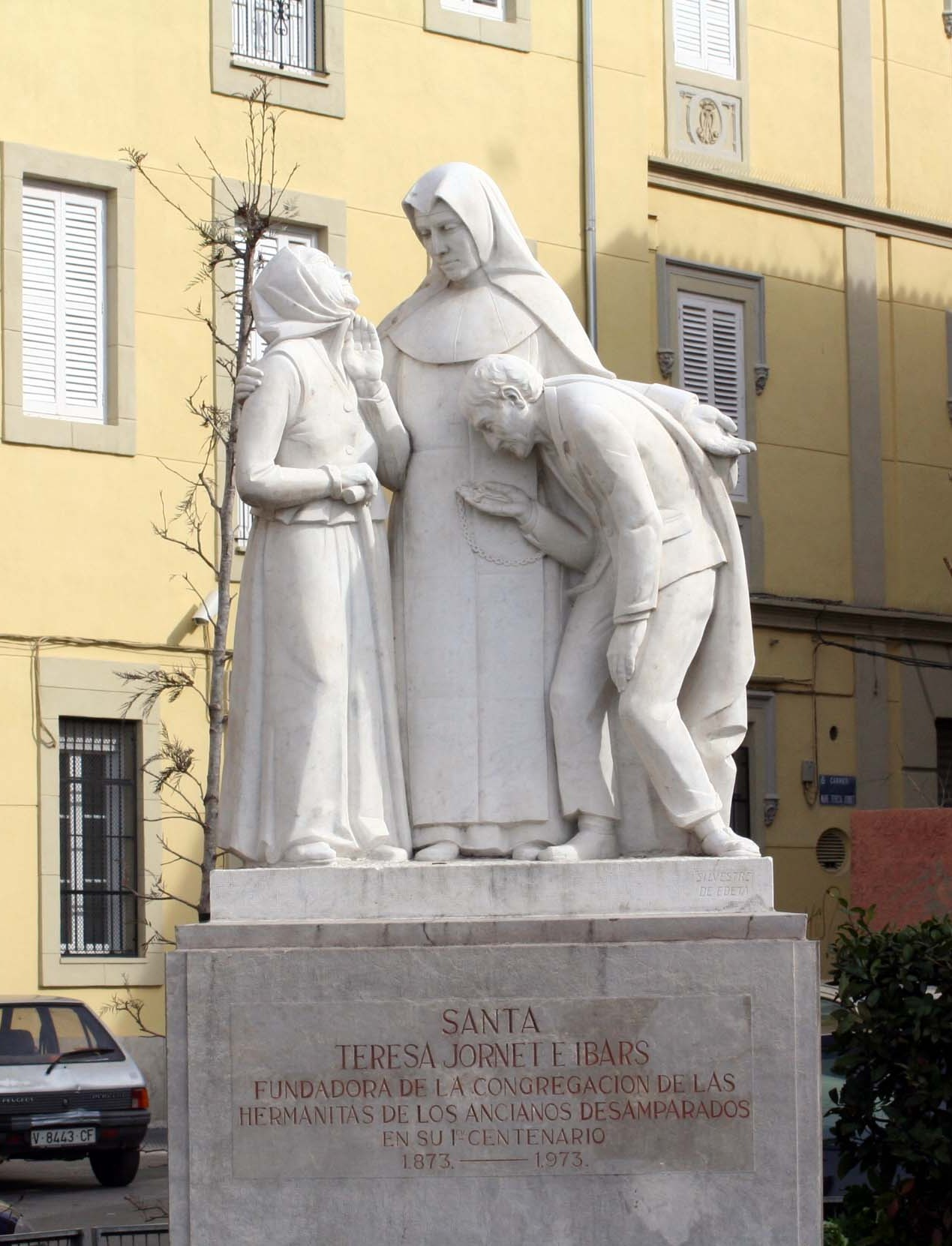
Sainte Thérèse Jornet e Ibars (1843-1897)

### 25 mai1975

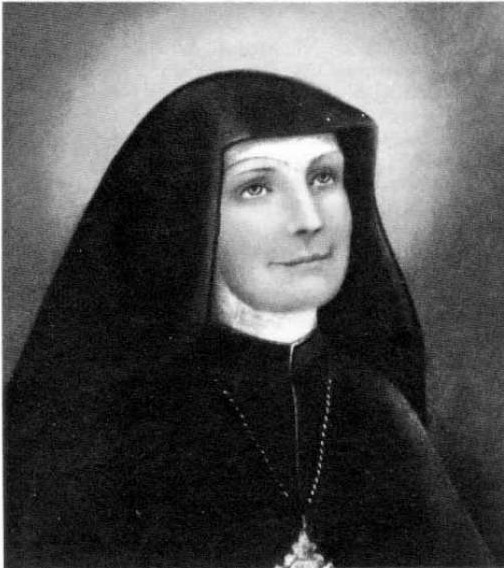
Sainte Vincente-Marie López y Vicuña (1847-1890)
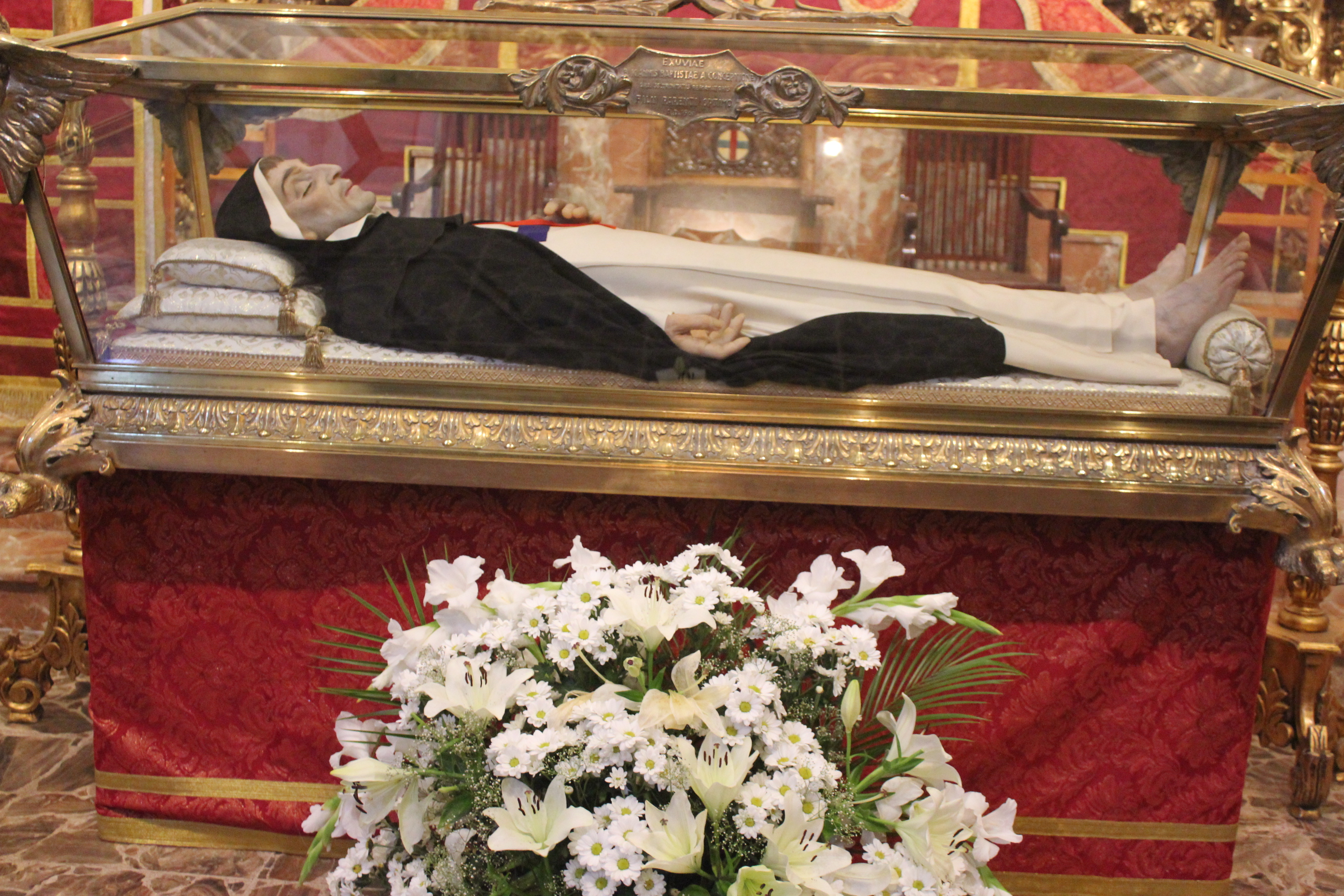
Saint Jean-Baptiste de la Conception (1547-1613)

### 14 septembre1975

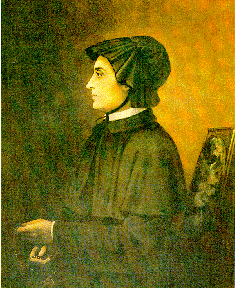
Sainte Elizabeth Ann Seton (1774-1821)

### 28 septembre1975

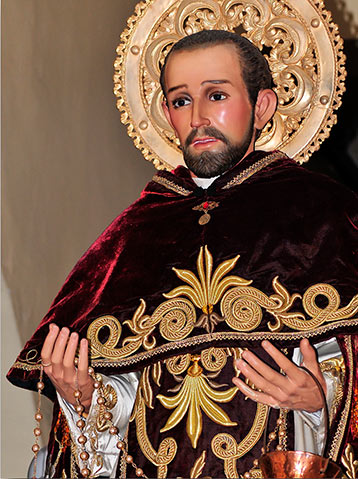
Saint Jean Macias (1585-1645)

### 12 octobre1975

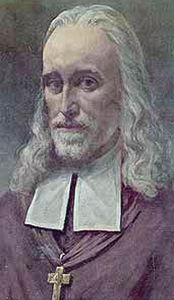
Saint Olivier Plunket (1629-1681)

### 26 octobre1975

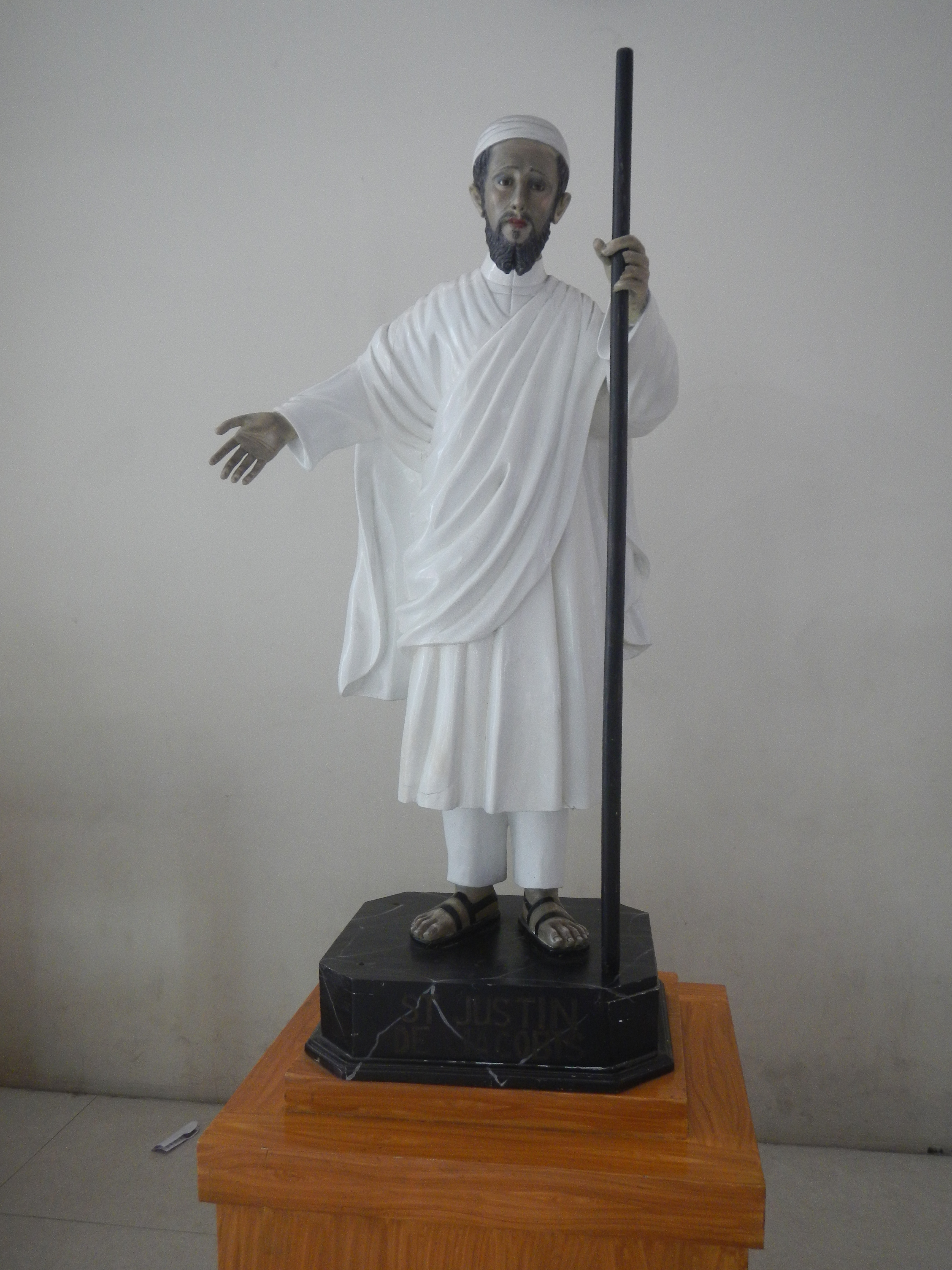
Saint Justin de Jacobis (1800-1860

### 3 octobre1976

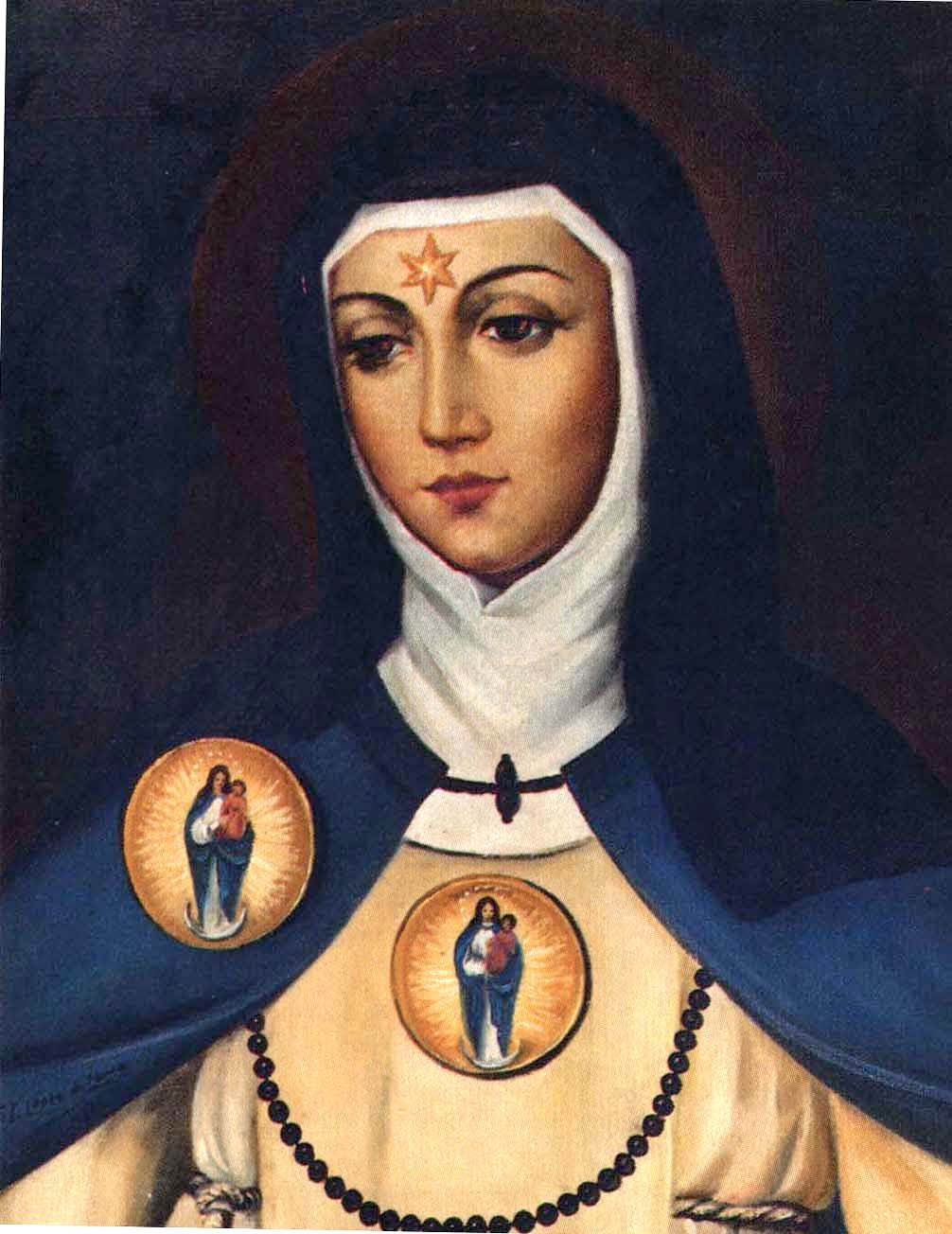
Sainte Béatrice de Silva Meneses (1424-1492)

### 17 octobre1976

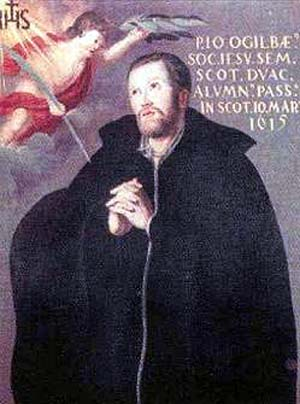
Saint John Ogilvie (1579-1615)

### 23 janvier1977

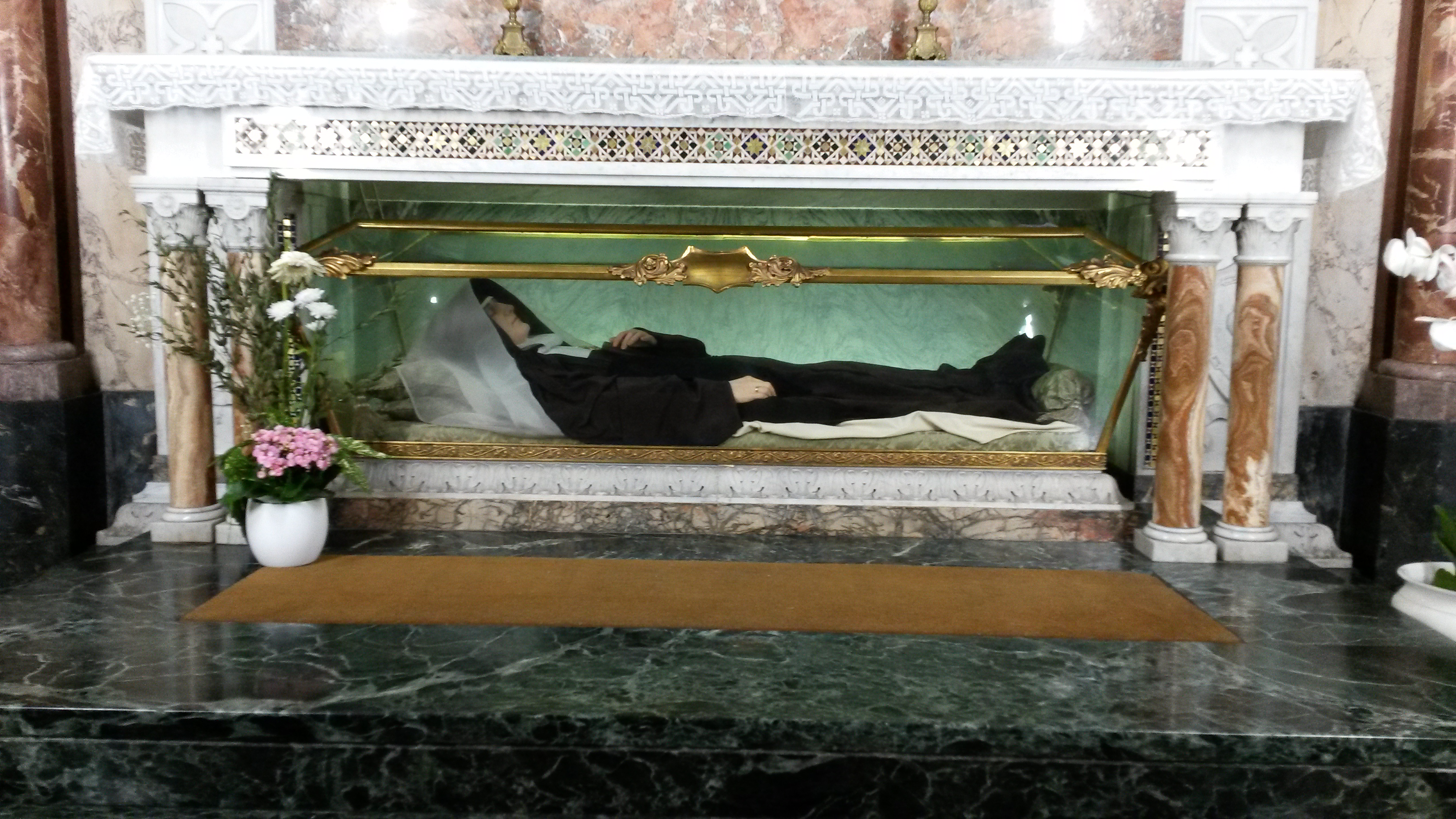
Sainte Raphaelle Porras y Ayllon (1850-1925)

### 19 juin1977

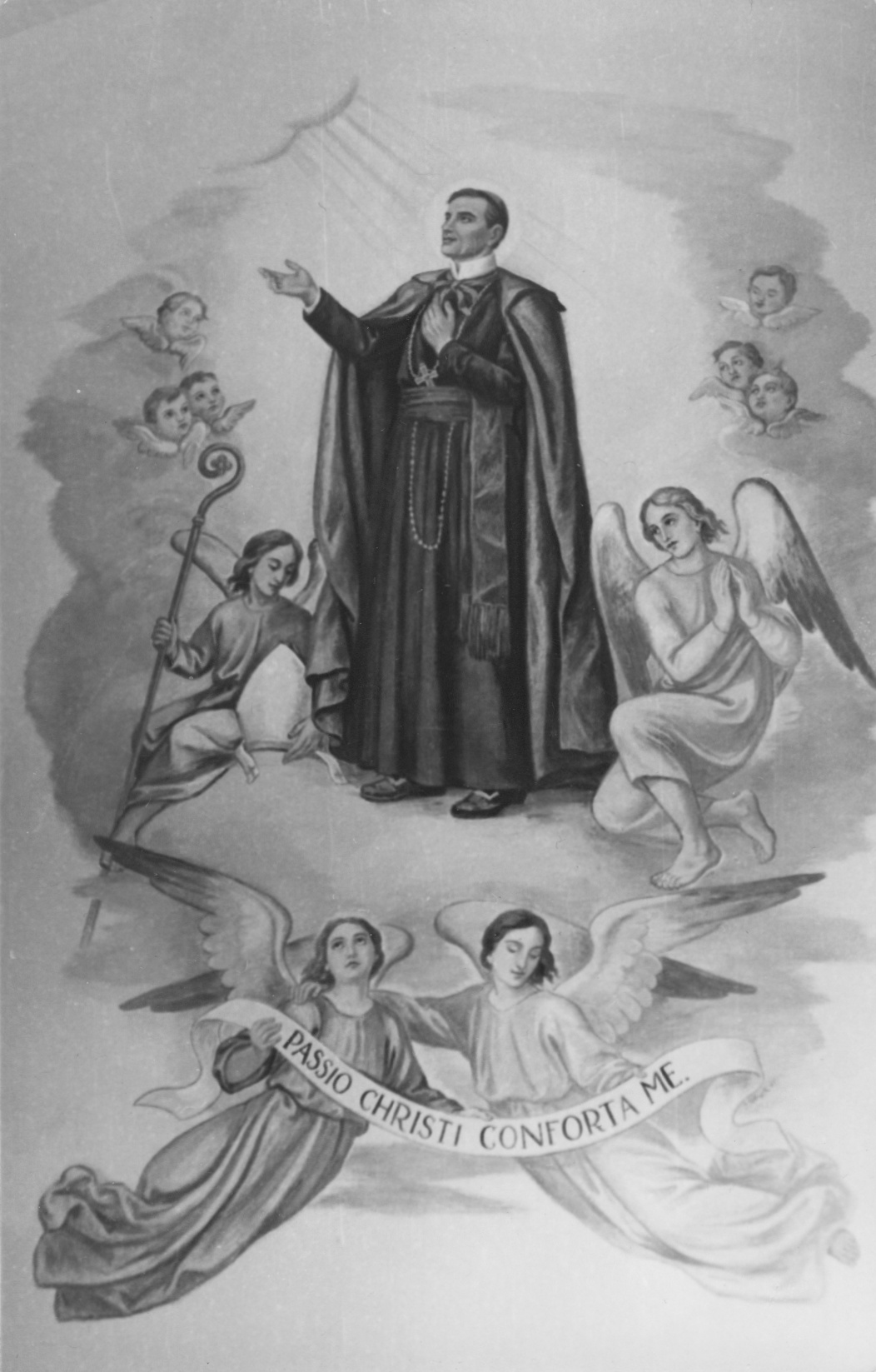
Saint John Nepomucène Neumann (1811-1860)

### 9 octobre1977

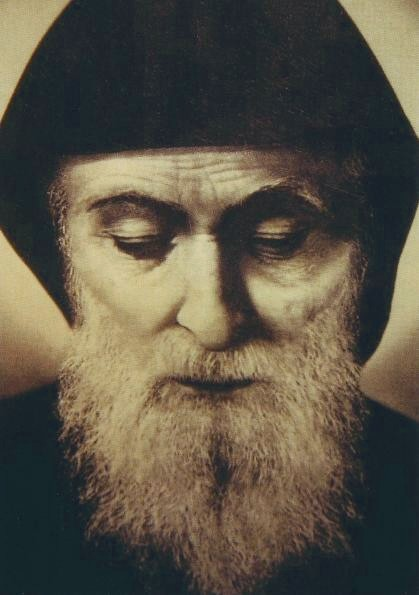
Saint Charbel Makhlouf (1828-1898)